# Ilya Kovalenko
Ilya Kovalenko (17 aprile 1980) è un ex calciatore kirghiso, di ruolo attaccante.